# 護国寺 (島原市)
護国寺（ごこくじ）は、長崎県島原市寺町にある日蓮宗の寺院。山号は長久山。旧本山は熊本本妙寺(六条門流)、親師法縁。境内には龍造寺隆信の墓所、種田山頭火の句碑がある。島原市文化財の蘇生三十番神を祀る。

## 歴史
慶安4年（1651年）島原の乱後、島原に入封した高力忠房によって本行院日遥（熊本本妙寺3世）を開山に創建された。寛政4年（1792年）の島原大変では被災を免れた。

## 境内
- 本堂

## 蘇生三十番神
元文元年（1736年）松平忠俔の命で制作された。明治2年（1877年）の廃仏毀釈で寺外に流出、明治15年（1882年）買い戻されたもの。

## 歴代
- 本行院日遥

## 旧末寺
日蓮宗は昭和16年（1941年）に本末を解体したため、現在では、旧本山、旧末寺と呼びならわしている。
- 法華山永昌寺(南島原市有家町久保)

## 参考資料
- 日蓮宗寺院大鑑編集委員会『宗祖第七百遠忌記念出版 日蓮宗寺院大鑑』大本山池上本門寺 (1981年)